# Podsused
Podsused je zagrebačko gradsko naselje (kvart) na najzapadnijem dijelu grada. Najveća je četvrt gradskog kotara Podsused – Vrapče, te je njegovo sjedište. Glavni je dio Susedgrada. Stanovnika je oko 4600 u više od 1800 domaćinstava. Na sjeveru graniči sa zaprešićkim selom Ivancem Bistranskim, na sjeverozapadu sa Zaprešićem, na zapadu sa Svetom Nedeljom, na istoku s Gajnicama, na sjeveroistoku s Bizekom i Gornjim Stenjevcem te na jugu s Jankomirom. Upravno mu pripadaju tri okolna sela. To su Podsusedsko Dolje, Bizek i Jarek Podsusedski, sva su na obroncima Medvednice. U prošlosti je Podsused bio selo i do 1950. godine samostalno gradsko naselje, a od 1950. godine do dan danas je dio grada, zapadna su vrata Grada Zagreba. Gradska uprava zabranila je da se Podsused uvede pod stambeno naselje tj. nije dozvolila da se u Podsusedu grade neboderi i ostale stambene zgrade kao što ih npr. ima u Gajnicama. Gradska uprava odredila je da se ne smiju graditi neboderi i stambene zgrade, nego luksuzne urbane vile od 400 − 500 četvornih metara, stambene trokatnice, kuće itd. Zbog mnoštva luksuznih obiteljskih vila, prirodnim bogatstvom najbolji je za život u jednom gradu. U Podsusedu prevladavaju ruralna obilježja tj. dio je poljoprivrednog zemljišta. Ima i uzgoja domaćih životinja. Prometnice povezuju u smjeru istok − zapad, k središtu grada Alejom grada Bologne i Samoborskom cestom. Južna je međa rijeka Sava, a sjeverna obronci Medvednice.[nedostaje izvor]

## Paleontologija
U Podsusedu pronanđeni su ostatci neidentificirane vrste roda Champsodelphis kao i ostatci ovdje novootkrivenih vrsta Heterodelphis croatica i Mesocetus agrami od kojih je potonji još poznat i pod nazivom zagrebački kit. Godine 2001. postavljena je rekonstrukcija zagrebačkog kita Zdenka Šlibara s uklopljenim odljevcima prvotno otkrivenih kostiju koje je napravio restaurator Slavimir Slaviček u blizini područja gdje je zagrebački kit bio prvotno otkriven.